# 原子力供給国グループ
原子力供給国グループ（げんしりょくきょうきゅうこく、英:Nuclear Suppliers Group：NSG）とは、核拡散防止を目的とした国家グループ組織。

## 沿革
1974年のインドの核実験によって、原子力発電技術は、簡単に核兵器への技術転用が可能であることが分かった。このため、核不拡散条約(NPT)を批准した国家間で、原子力技術およびそれに関連した設備の輸出には何らかの制限が必要であるという合意がなされた。
NSGの最初の会議はロンドンで1975年から78年にかけて行なわれ、原子力技術を輸出する際のガイドラインとなる協定が結ばれ、IAEAによってINFCIRC/254として公表された。トリガーリストに挙げられた品目は、IAEAの保護規定をみたし、兵器転用が行なわれないとされるときのみ輸出されることとなった。
その後、1991年までNSGの会議は開催されず、トリガーリストも更新されないままであった。しかし、湾岸戦争でイラクが使用した武器の中に、いわゆる「両用品(英:dual-use equipment、軍需転用可能な民需品)」が存在することが分かり、加盟国は両用品に対する制限の強化の必要に迫られた。1987年以来のNSGの会議はハーグにて行われ、当時の加盟国26カ国は協定を更新し、これは『両用品リスト』として1992年に公開された。

## 加盟国
1974年設立当初の原加盟国はカナダ、旧西ドイツ、フランス、日本、旧ソ連、イギリス、アメリカの7カ国で、その後徐々に加盟国は増加していった。
2004年には中国が加盟を果たしている。
- 2013年現在、以下の48カ国が加盟している[1]。

アルゼンチン、オーストラリア、 オーストリア、ベラルーシ、ベルギー、ブラジル、ブルガリア、カナダ、中国、クロアチア、キプロス、チェコ、デンマーク、エストニア、フィンランド、フランス、ドイツ、ギリシャ、ハンガリー、アイスランド、アイルランド、イタリア、日本、カザフスタン、韓国、ラトビア、リトアニア、ルクセンブルク、マルタ、メキシコ、オランダ、ニュージーランド、ノルウェー、ポーランド、ポルトガル、ルーマニア、ロシア、セルビア、スロバキア、スロベニア、南アフリカ、スペイン、スウェーデン、スイス、トルコ、ウクライナ、イギリス、アメリカ

## インドの例外措置
2006年7月、アメリカ合衆国議会は、インドとの民生用の原子力取引を認めるとする米国法改正をした。2008年8月21～22日のNSGメンバーの会議では、インドを例外とするガイドライン

について合意に至らなかった。オーストリア、スイス、ノルウェー、アイルランド、ニュージーランドを含むいくつかの加盟国が、提案された例外措置には条件が欠如しているとしたことから保留になった
。
2008年9月6日の会議では、核拡散防止条約(NPT)に調印していない国との原子力関連の貿易を禁じる既存の規則からインドを無条件例外とすることでNSGメンバーは合意した。NSGの決定は、米国による激しい攻勢の3日後であった

。
この例外措置が、NSG会議の期間中にインドが表明した核拡散防止方針や核兵器実験自粛に基づいたものであることは、宣言書に盛り込まれた

。